# لادبشنیو
لادبشنیو (به مجاری:  Ládbesenyő) یک منطقهٔ مسکونی در مجارستان است که در ناحیه ادلنی واقع شده‌است.